# 鐙

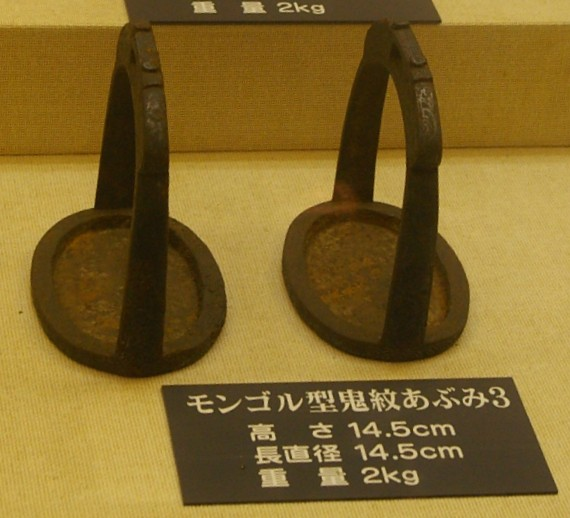
モンゴル型鬼紋あぶみ（元寇史料館）

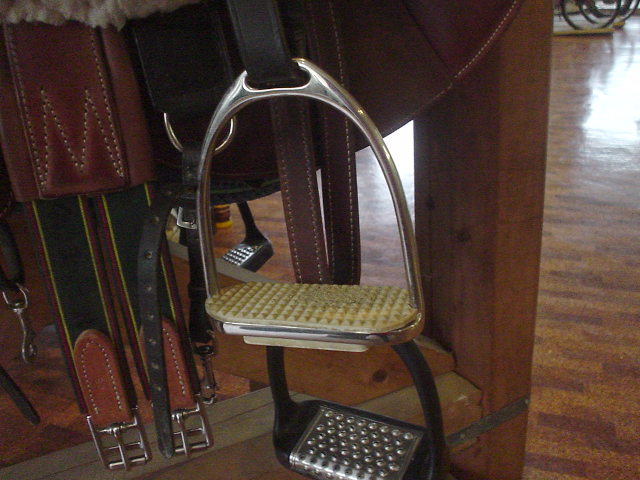
ブリティッシュ乗馬の鐙
上は金属製、下はプラスチック製

鐙（あぶみ、英語: stirrup）は、馬具の一種。乗馬で用いる。
鐙革（）で鞍から左右1対を吊り下げ、騎乗時（馬に登るとき、および、乗っているとき）に足を乗せる（これを「鐙を履く」と言う）。ただし完全に足を深く通すのではなく、爪先を乗せるようにして使う。

## 素材
現代ではブリティッシュ乗馬では金属製、プラスチック製のものが主流。ウェスタン乗馬では革製。古くは日本などで木製のものもあった。

## 鐙革の長さ
馬術・乗馬では鞍に跨って騎乗するため、鐙革を長く鐙を低く下ろして用いられるが、競馬では騎手がモンキー乗りをするため、鐙革を短く鐙を高く上げて用いられる。馬術でも前傾姿勢を取る障害飛越競技ではやや高めに鐙を上げることも多い。

## 用字
「鐙」はもともと金属製の高杯（たかつき）を表す漢字だったが、仮借してあぶみを意味する単語に用いられるようになった。

## 歴史

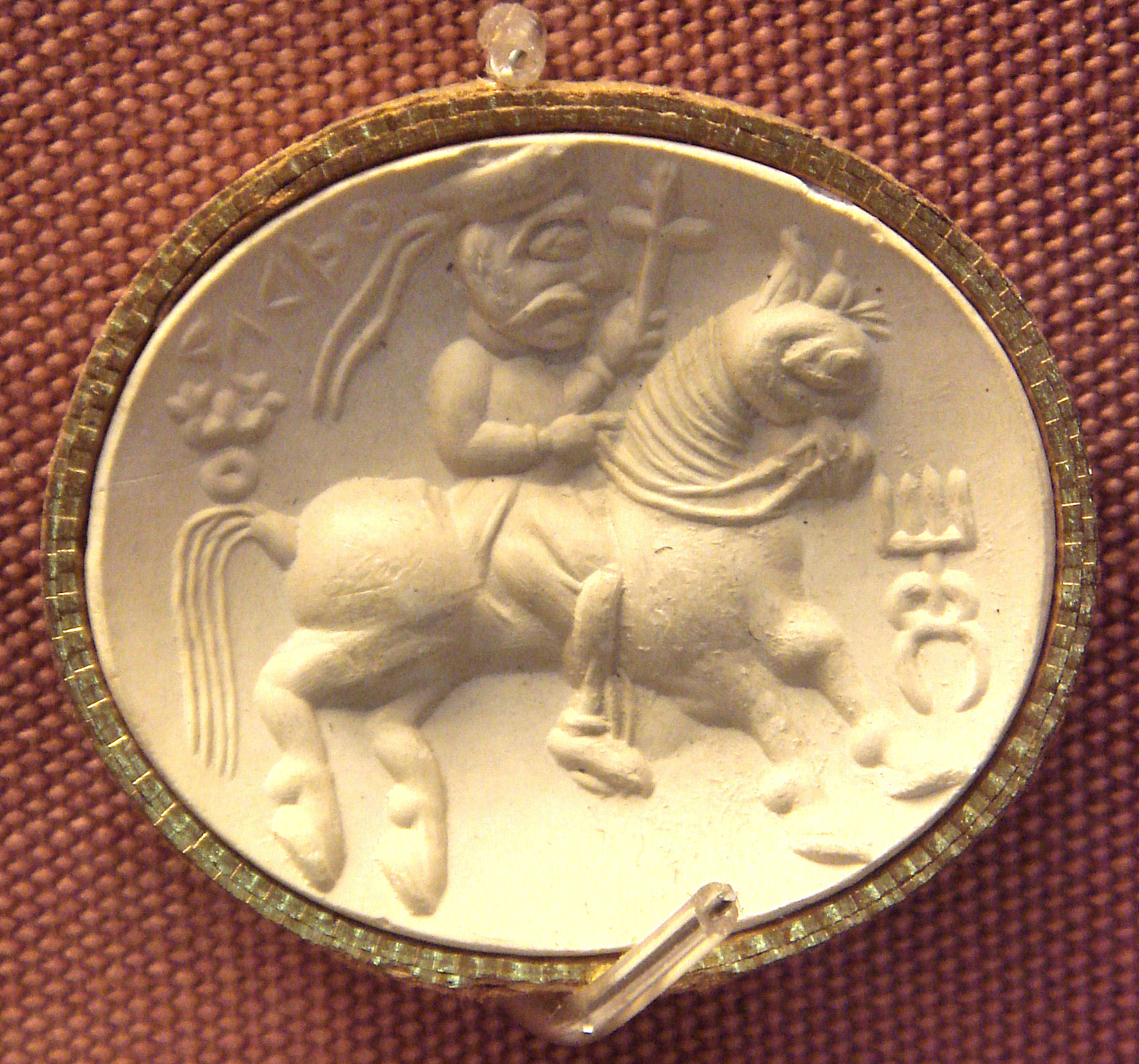
クシャーナ朝時代の鐙（大英博物館所蔵）

鐙が出現するまで、騎乗者は両足の大腿部で馬の胴を締め付けて乗馬していた。姿勢は不安定で、馬の激しい動きに追従するのは難しかった。特に軍事目的で馬を利用する場合、不安定な姿勢で武器を使うのは極めて困難であった。このため騎乗したまま戦う技能（騎射など）は、騎馬民族以外には長期間の鍛錬が出来るごく一部の貴族階級が有する特殊技能であった。
鐙のルーツは西晋時代の中国もしくは満州に在り、確認できる最古の物は各々302年と322年に埋葬された鮮卑と東晋の墳墓から出た陶馬俑であり、実物として最古の物は北燕貴族の馮素弗の副葬品である。そのため鐙が発明されたのは西暦290～300年頃とされていた。しかし、2025年の1月に行われた三国時代呉に仕えた武将丁奉墓の第4回目の発掘調査で16点の高さ20㎝程度の騎馬俑が発見され、それらには鎧があることが確認された。これが確定すると鐙の発明は丁奉の没した271年までさかのぼることができる。
後に木製の鐙が普及し朝鮮半島を経て日本には5世紀頃に乗馬の風習とともに伝わった。

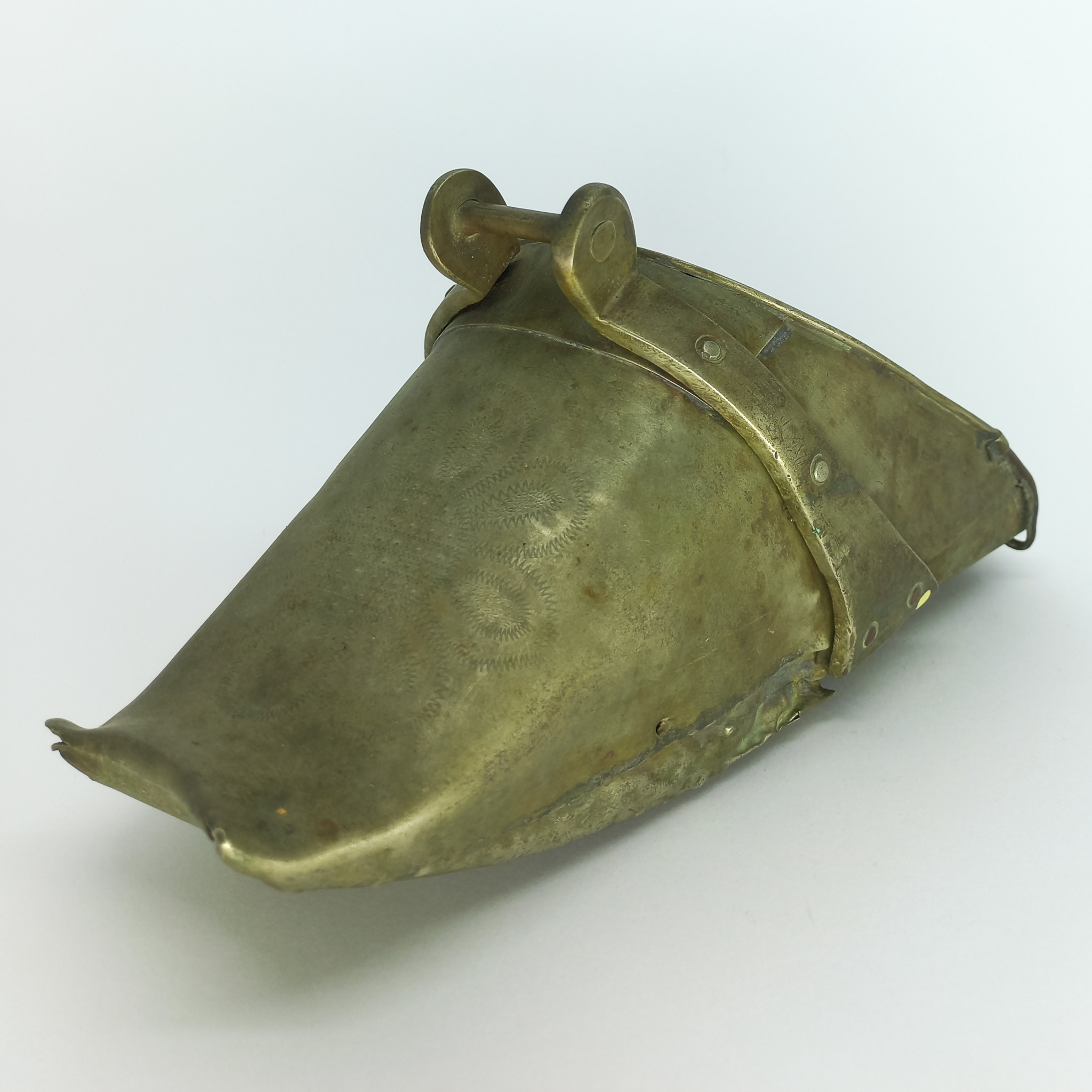

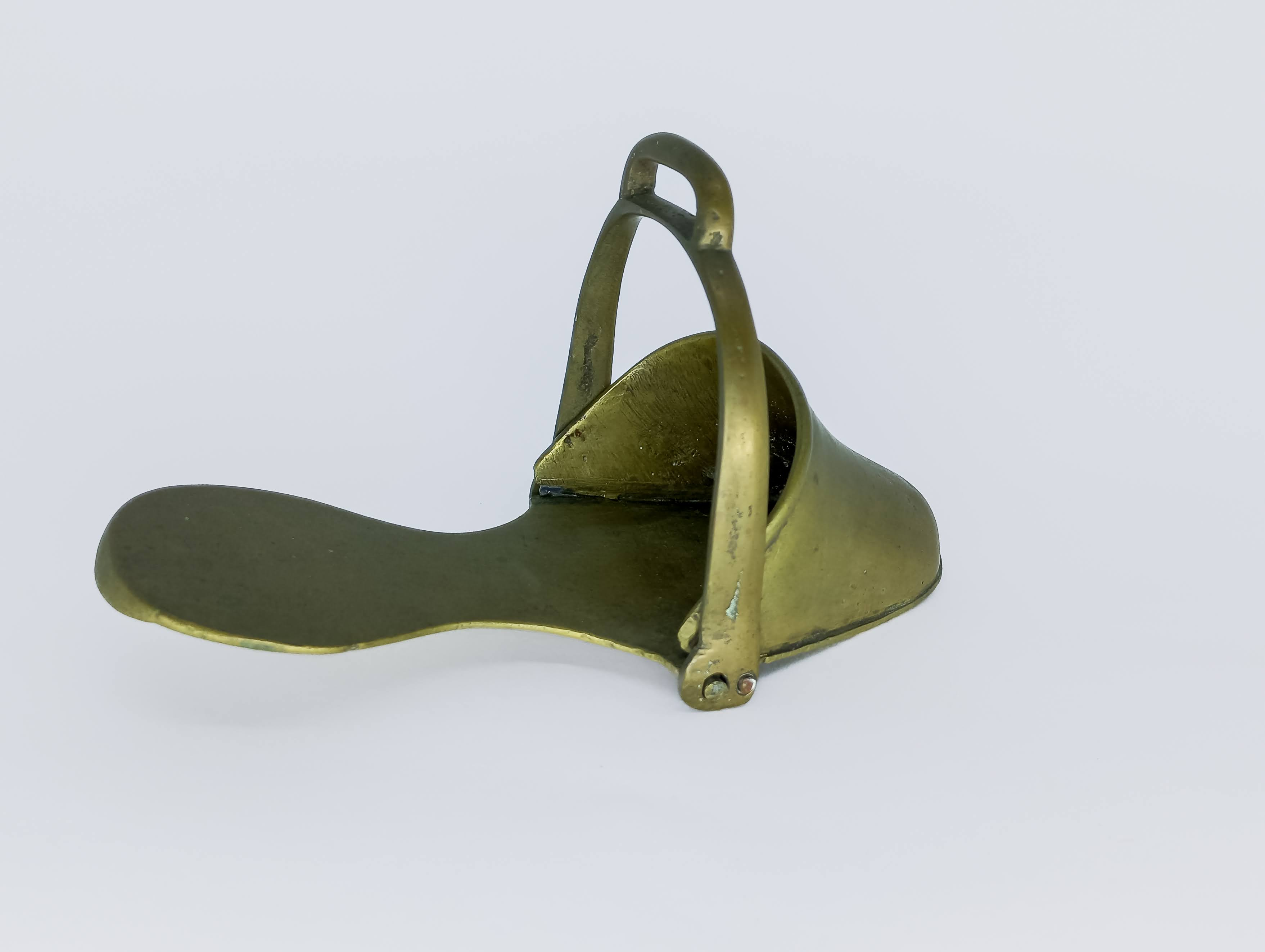

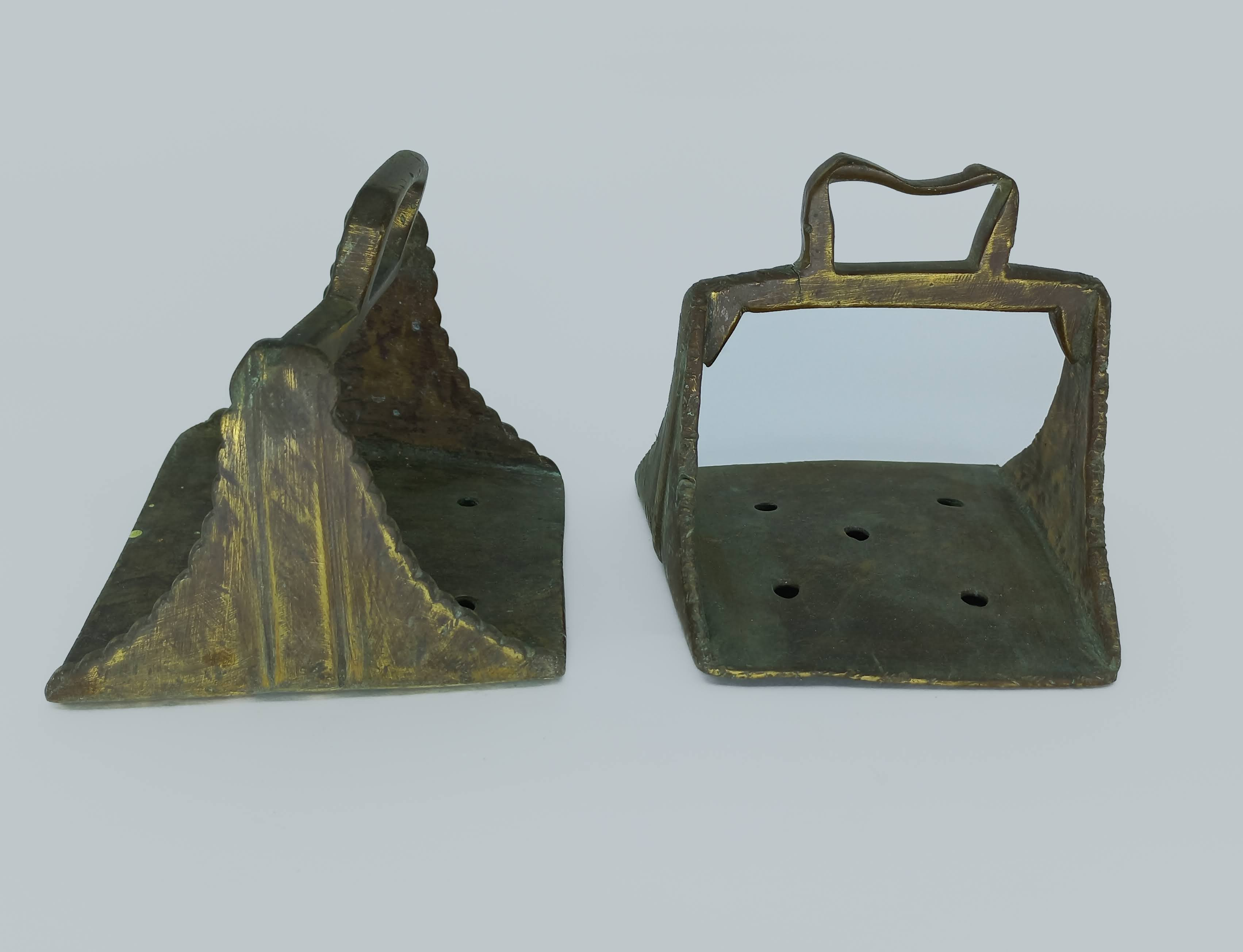

紀元前5世紀頃の古代インドで発明された物に、繊維製や革製の鞍の前方からぶら下げた2本のロープの先を輪っか状に結び、真っ直ぐ前へ伸ばした足の親指を引っ掛け楽な状態を維持する物があったが、騎乗時の保持を目的とした物ではなく現在使われている鐙と直接の繋がりは無い。他にも中西部アジアの遊牧民族のサルマタイ人が片鐙を取り付けて馬の背に乗る時の補助として使用した。
欧州では10世紀頃になるまで鐙は確認されなかった。鐙はユーラシア大陸をペルシアからイスラーム諸国へ、そして東ローマ帝国に伝わり、それからフランク族へと広まった。鐙が登場すると馬上で踏ん張ることができるため、騎士は敵に向かって突撃をすることができるようになり、騎兵の戦闘力は飛躍的に向上した。戦闘時になった際に素早く乗り降りできるようになったことや、長距離遠征の際にも人だけでなく馬への負担も大きく減ったことも重要な点である。
また、幼い頃から馬に親しんだ騎馬民族の騎兵に対し、農耕民族の国家の騎兵であっても対抗ができるようになった。高い軍事力を持つ騎士は社会的にも認められ、騎士の発言力が増すようになった。
中国でも、鐙の登場以前の主力武器は槍や矛等の刺突武器だったが、馬上での安定性が増した事により、大刀のような斬撃武器や鞭のような打撃武器が用いられるようになった。
騎馬民族にとっても体が安定することで騎射の精度が上がるなどメリットは大きかった。

### 日本
古墳時代に日本へ馬がもたらされ、6-7世紀頃には壺鐙と呼ばれる鐙が出土している。これは足の前半部分を掛けて踏み込む。
平安時代に、踏込部が長い舌長鐙が作られ、踵を含む足裏全体で踏む鐙となった。これにより、立ち上がっても身体が安定し振れを防止できるようになった。立ち上がることも多い日本の騎射術に適している。